# Nesles-la-Vallée
Nesles-la-Vallée is een gemeente in Frankrijk. Het ligt in het parc naturel régional du Vexin français.

## Kaart
De onderstaande kaart toont de ligging van Nesles-la-Vallée met de belangrijkste infrastructuur en aangrenzende gemeenten.

## Demografie
Onderstaande figuur toont het verloop van het inwonertal, bron: INSEE-tellingen. 

## Personen
- Marie-José Nat 1940-2019 heeft er gewoond.
- Robert Dorgebray 1915-2005, wielrenner, is in Nesles-la-Vallée geboren.
- Georges Duhamel 1884-1966, die een tijd in de aanliggende gemeente Valmondois woonde, schreef een roman, Suzanne et les Jeunes Hommes, die zich er afspeelde.

## Websites
- (fr)  Statistische informatie op de website van INSEE

1. ↑  Populations de référence 2022.